# Proconsul (группа)
Proconsul — румынская поп-рок-группа, созданная в 1999 году, первая из румынских роковых групп, завоевавших гран-при международного фестиваля Cerbul de aur («Золотой Олень»).

## Текущий состав группы
- Богдан Марин (вокал)
- Драгош Динка (гитара соло, вокал)
- Роберт Ангилеску (клавишные, вокал)'
- Александр Ласку (гитара бас)
- Валентин Петриченко (ударные)
- Любен Гордиевский (клавишные)

## История
Предшественником Proconsul была группа под названием «Take Five», образовавшаяся в 1995, выступавшая в клубах с интернациональным репертуаром.
В 1999, благодаря своему оригинальному синглу «От русских» («De la rusi»), группа получила первую популярность и новое название — Proconsul.
Вдохновленные столь быстрым успехом, музыканты начинают писать новые композиции, среди которых «Мажор» («Barosanu»), «Девушка с татуировкой» («Fata cu tatuaj»).
В 2000 году группа выпускает свой первый сиди-диск «Татуировка» (рум. Tatuaj).
В 2001 году группа выпускает второй альбом: «Ты забрала мое сердце» (рум. Mi-ai luat inima).
В 2002 году Вишке Кароли (бас-гитара) покидает группу, его место занимает Флорин Барбу. Первый концерт в новом составе прошёл 1 марта в городе Питешть.
В этом же году, совместно с хором детской школы при посольстве Америки, группа выпустила сингл «Мама Терра» (Mother Earth), ставший бонус-треком в переизданном альбоме «Ты забрала мое сердце» (рум. Mi-ai luat inima). Вместе с детьми, музыканты Proconsul участвовали в отборочном конкурсе для участия в конкурсе «Евровидение 2002».
В 2003 году группа записывает четвёртый диск «10 историй» (рум. 10 Povesti), который расходится тиражом в 20000 экземпляров. Впервые диск состоит не только из аудио треков, но из видеоклипов, снятых на песни из альбома, таких как «Мне плохо без тебя» (рум. Nu mi-e bine fara tine).
В 2004 году выходит альбом «5»: синглы пяти музыкантов, которые сочинялись в течение пяти лет, выпущенные на пятом диске.
В 2005 году состоялся концерт-презентация нового диска «Баллады для тебя» (рум. Balade. Pentru tine).
В 2007 году Proconsul представляет на суд фанатов новый сборник — «Передай дальше» (рум. Da mai departe). Песня «Ты» (рум. Tu) записана вместе с оркестром классической музыки, «Не плачь» (рум. Nu plange) — в стиле любимой музыкантами Proconsul группы «Тото».
В 2009 году происходит смена состава группы. Вместо Флорина Барбу (бас-гитара), приходит Александр Ласку, 25-летний американец румынского происхождения.
28 ноября 2009 года, уже в новом составе, Proconsul презентует свой новый диск «Единственное направление» (рум. Sens Unic), тем самым отмечая десятилетие группы.
В 13-летний юбилей, 1 декабря 2011, состоялась презентация нового диска группы PROCONSUL — «Лучшее из» (Best Of), в котором собраны самые известные композиции поп-рок-группы.
На сегодняшний день в репертуаре Proconsul 80 оригинальных песен, а также около 100 каверов.

## Дискография
- «От русских» (De la rusi) (1999)
- «Татуировка» (Tatuaj) (2000)
- «Ты забрала мое сердце» (Mi-ai luat inima) (2001)
- «10 историй» (10 povesti) (2003)
- 5 (2004)
- Баллады для тебя (Balade pentru tine) (2006)
- Передай дальше (Da mai departe) (2007)
- Одностороннее движение (Sens unic) (2009)
- Лучшее из (Best Of) (2011)